# Bill Cowher
William Laird „Bill“ Cowher (* 8. Mai 1957 in Crafton, Pennsylvania) ist ein ehemaliger US-amerikanischer American-Football-Spieler und -Trainer. Er war in der National Football League (NFL) aktiv.

## Spielerlaufbahn
Cowher besuchte in seiner Geburtsstadt die High School und war dabei als Footballspieler, Basketballspieler und Leichtathlet aktiv. An seinem College, der North Carolina State University wurde er als Linebacker eingesetzt. In seinem letzten Studienjahr war er der Mannschaftskapitän und der MVP seines Teams. Seinen Abschluss machte er in Bildungswesen. Von 1979 bis 1984 stand Cowher bei zwei NFL-Teams, den Philadelphia Eagles und den Cleveland Browns unter Vertrag, kam aber erst ab 1980 zum Einsatz. Cowher wurde nie gedraftet. Insgesamt spielte er für die beiden Mannschaften 45-mal. Einen Titel konnte er nicht gewinnen.

## Trainerlaufbahn
Cowher begann seine Trainerlaufbahn 1985 bei den Browns als Assistenztrainer. 1987 wurde er Assistenztrainer bei den Kansas City Chiefs, die von Marty Schottenheimer trainiert wurden und mit dem er schon in Cleveland zusammengearbeitet hat. 1992 wurde er Nachfolger von Chuck Noll bei den Pittsburgh Steelers. Noll hatte die Steelers zu vier Super Bowl Siegen geführt, konnte aber in den letzten beiden Jahren nicht mehr mit dem Team aus Pittsburgh in die Play-offs einziehen.
Cowher setzte in der regular Season nur noch den 1991 verpflichteten Quarterback Neil O’Donnell als Starter ein. Den Steelers gelang im ersten Jahr von Cowher der Einzug in die Play-offs, wo man allerdings früh gegen die Buffalo Bills mit 3:24 ausschied. Bis 1997 konnte man sich durchweg für die Play-offs qualifizieren. 1995 gelang es den Steelers dann zum fünften Mal, in den Super Bowl einzuziehen. Im Super Bowl waren die Steelers gegen die Dallas Cowboys nicht ohne Chancen. Insgesamt erzielten die Steelers mehr Raumgewinn als die Cowboys, O’Donnell warf jedoch drei Interceptions, die Cowboys hatten hingegen keinen Ballverlust zu verzeichnen. Das Spiel ging mit 27:17 an die Mannschaft aus Dallas.
Im Jahr 1996 wurde mit Jerome Bettis einer der besten Runningbacks der Liga verpflichtet. Bettis erzielte in diesem Jahr ein Raumgewinn von 1431 Yards – die Steelers konnten sich erneut für die Endrunde qualifizieren, scheiterten aber am Einzug in den Super Bowl an den New England Patriots mit 3:28.
Von 1998 bis 2000 konnte Cowher mit seiner Mannschaft nicht mehr in die Play-offs einziehen. Erst 2001 wurde wieder die Endrunde erreicht, im AFC Championship Game scheiterte man allerdings an den von Bill Belichick trainierten Patriots mit 17:24. Nach einer weiteren Endrundenteilnahme 2002 erfolgte eine schlechte Saison 2003. Die Saison 2004 schlossen die Steelers mit 15 Siegen bei 16 Spielen ab. Ben Roethlisberger war vor der Saison gedraftet worden und hatte sich als Starting Quarterback erfolgreich etablieren können. Obwohl die Steelers als leichter Favorit galten, wurden sie nochmals im AFC Championship Game von den Patriots und ihrem Quarterback Tom Brady mit 41:27 geschlagen. Erneut gaben die Turnovers (Ballverluste) der Steelers den Ausschlag für den Spielausgang. Sie hatten viermal den Ball verloren, die Patriots blieben ohne Ballverlust.
In der Saison 2005 gelang dann Cowher der langersehnte Super Bowl Gewinn. Obwohl die Steelers in der Saison nur 11 von 16 Spielen siegreich gestalten konnten, gelang ihnen der Einzug in den Super Bowl XL. Gegner waren die von Mike Holmgren trainierten Seattle Seahawks, die sich mit 10:21 geschlagen geben mussten. Nach einem Jahr mit ausgeglichener Spielbilanz beendete Cowher 2006 seine Trainerlaufbahn. Das Team von Cowher konnte während seiner 15 Jahre andauernden Trainerlaufbahn 62,3 % aller Spiele in der Hauptrunde gewinnen. Der Schnitt liegt über den 56,6 % des viermaligen Super Bowl Gewinners Chuck Noll. Die Play-off-Statistik von 61,9 % zu 66,7 % spricht allerdings für Noll.

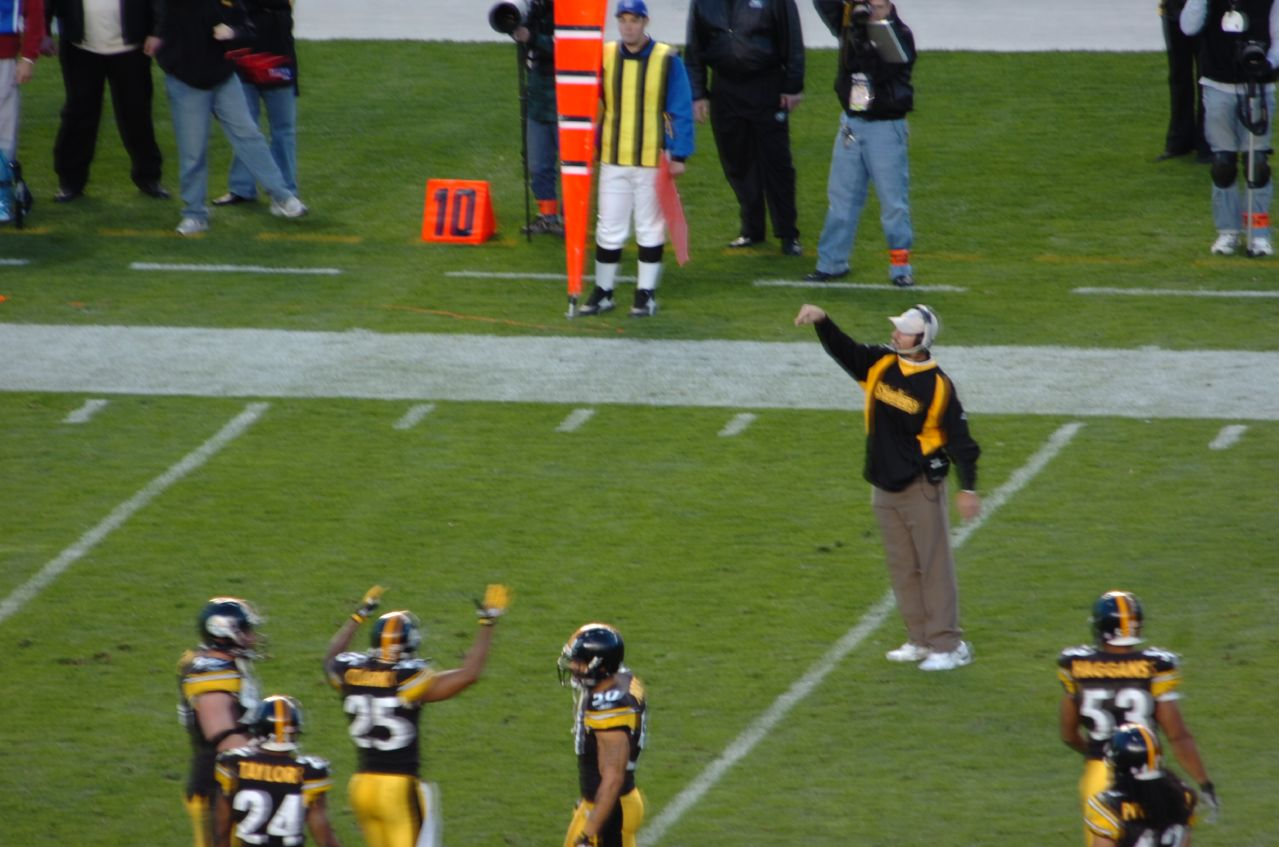
Spielszene mit Bill Cowher

Cowher machte sich auch als Ausbilder von Nachwuchstrainern einen Namen. Zahlreiche NFL-Trainer wie der langjährige Head Coach der Cincinnati Bengals, Marvin Lewis, oder Ken Wisenhunt von den Arizona Cardinals, wurden von ihm ausgebildet.

## Nach der Footballkarriere
Cowher arbeitet seit 2007 als Analyst von Footballspielen bei dem Fernsehsender Columbia Broadcasting System (CBS) neben Dan Marino, Shannon Sharpe und Boomer Esiason. In den zurückliegenden Monaten war er immer wieder als Trainer bei verschiedenen NFL-Mannschaften wie den New York Jets oder den Tampa Bay Buccaneers, im Gespräch. Er lehnte aus familiären Gründen die Angebote alle ab. Cowher ist verheiratet und hat drei Töchter. Seine Frau Kaye war professionelle Basketballspielerin. Die Familie lebt in Raleigh, North Carolina.
Im Januar 2020 wurde Bill Cowher in die Pro Football Hall of Fame gewählt.